# Морска, Изабела
Изабе́ла Мо́рска (пол. Izabela Morska, ранее публиковалась под фамилией Фили́пяк, пол. Filipiak; род. 1961, Гдыня) — польская писательница и филолог.
Окончила Гданьский университет. В 1986 году эмигрировала во Францию, затем в США; вернулась в Польшу спустя десять лет. Дебютировала в литературе сборником рассказов «Смерть и спираль» (пол. Śmierć i spirala, 1992), за которым последовали повести «Абсолютная амнезия» (пол. Absolutna amnezja, 1995) и «Альма» (2003), очерк «Creative writing для девушек» (пол. Twórcze pisanie dla młodych panien, 1999), сборник фельетонов «Культура оскорбленных» (пол. Kultura obrażonych, 2003), книга стихов «Madame Intuita» (2002) и пьеса «Книга ЕМ» (пол. Księga EM, 2005) о судьбе поэтессы Марии Коморницкой, которой посвящена и докторская диссертация Филипяк. Сотрудничала с польским литературным журналом «brulion». Преподавала литературу и гендерные исследования в Варшавском университете. В 1998 открыто признала собственную гомосексуальность. В 2016 г. габилитировалась с диссертацией «Славные изгои: Долг как средство в современной постколониальной прозе» (англ. Glorious Outlaws: Debt as a Tool in Contemporary Postcolonial Fiction).
Творчество Филипяк считается значительным проявлением современной польской феминистской литературы. В 2018 году она была удостоена Премии имени Юлиана Тувима.

## Творчество
- Śmierć i spirala (1992)
- Absolutna amnezja (1995)
- Niebieska menażeria (1997)
- Twórcze pisanie dla młodych panien (1999)
- Madame Intuita (2002)
- Alma (2003)
- Kultura obrażonych (2003)
- Księga Em (2005)
- Magiczne oko. Opowiadania zebrane (2006)
- Obszary odmienności. Rzecz o Marii Komornickiej (2007).